# ورالدهیو
ورالدهیو (انگلیسی: Wereldhave) شرکت مدیریت املاک هلندی است، که در زمینه مدیریت مال‌ها و املاک تجاری فعالیت می‌کند. مسجس استورم مدیریت عامل این شرکت را به عهده دارد.